# Aploschema albaria
Aploschema albaria är en fjärilsart som beskrevs av Carl Plötz. Aploschema albaria ingår i släktet Aploschema och familjen Uraniidae. Inga underarter finns listade i Catalogue of Life.